# Milcah Cheywa
Milcah Chemos Cheywa (Bugaa, 24 febbraio 1986) è un'ex siepista keniota, campionessa mondiale a Mosca 2013.

## Palmarès
| Anno | Manifestazione          | Sede    | Evento       | Risultato | Prestazione | Note                                     |
| ---- | ----------------------- | ------- | ------------ | --------- | ----------- | ---------------------------------------- |
| 2009 | Mondiali                | Berlino | 3000 m siepi | Argento   | 9'08"57     | Miglior prestazione personale            |
| 2010 | Campionati africani     | Nairobi | 3000 m siepi | Oro       | 9'32"18     | Record dei campionati                    |
| 2010 | Giochi del Commonwealth | Delhi   | 3000 m siepi | Oro       | 9'40"96     |                                          |
| 2011 | Mondiali                | Taegu   | 3000 m siepi | Argento   | 9'17"16     |                                          |
| 2012 | Giochi olimpici         | Londra  | 3000 m siepi | Bronzo    | 9'09"88     |                                          |
| 2013 | Mondiali                | Mosca   | 3000 m siepi | Oro       | 9'11"65     | Miglior prestazione mondiale stagionale  |
| 2014 | Giochi del Commonwealth | Glasgow | 3000 m siepi | Argento   | 9'31"30     | Miglior prestazione personale stagionale |

## Campionati nazionali
2008
- 4ª ai campionati kenioti, 800 m piani - 2'08"33

2009
- Argento ai campionati kenioti, 3000 m siepi - 9'41"00

2010
- Oro ai campionati kenioti, 3000 m siepi - 9'34"28

2011
- Oro ai campionati kenioti, 3000 m siepi - 9'32"0

## Altre competizioni internazionali
2009
- Argento alla World Athletics Final ( Salonicco), 3000 m siepi - 9'20"19
- 5ª al Memorial Van Damme ( Bruxelles), 2000 m piani - 5'41"64

2010
- Argento in Coppa continentale ( Spalato), 3000 m siepi - 9'25"84
- Vincitrice della Diamond League nella specialità dei 3000 m siepi (24 punti)
- Oro al Golden Gala ( Roma), 3000 m siepi - 9'11"71
- Oro ai Bislett Games ( Oslo), 3000 m siepi - 9'12"66
- Argento al Bauhaus-Galan ( Stoccolma), 3000 m siepi - 9'19"32
- Argento allo Shanghai Golden Grand Prix ( Shanghai), 3000 m siepi - 9'20"83
- Argento al Memorial Van Damme ( Bruxelles), 3000 m siepi - 9'22"34
- Oro al Prefontaine Classic ( Eugene), 3000 m siepi - 9'26"70

2011
- Oro al Golden Gala ( Roma), 3000 m siepi - 9'12"89
- Oro all'Athletissima ( Losanna), 3000 m siepi - 9'19"87
- 4ª al Memorial Van Damme ( Bruxelles), 3000 m siepi - 9'21"41
- Oro all'Adidas Grand Prix ( New York), 3000 m siepi - 9'27"89
- Vincitrice della Diamond League nella specialità dei 3000 m siepi (20 punti)

2012
- Oro ai Bislett Games ( Oslo), 3000 m siepi - 9'07"14
- Oro al Prefontaine Classic ( Eugene), 3000 m siepi - 9'13"69
- Oro allo Shanghai Golden Grand Prix ( Shanghai), 3000 m siepi - 9'15"81
- Vincitrice della Diamond League nella specialità dei 3000 m siepi (12 punti)

2013
- Oro all'Herculis ( Monaco), 3000 m siepi - 9'14"17
- Oro al Memorial Van Damme ( Bruxelles), 3000 m siepi - 9'15"06
- Oro al Golden Gala ( Roma), 3000 m siepi - 9'16"14
- Oro al British Grand Prix ( Birmingham), 3000 m siepi - 9'17"43
- Vincitrice della Diamond League nella specialità dei 3000 m siepi (20 punti)

2014
- 8ª al Meeting de Paris ( Parigi), 3000 m siepi - 9'26"49